# Mauro Colla
Mauro Colla (Oggebbio, 14 maggio 1947) è un ex calciatore italiano.

## Carriera
Cresciuto nel Verbania, Colla si forma calcisticamente nel Novara ma trova la sua ideale dimensione nel Foggia dove si trasferisce nella stagione 1969-1970. Milita nella squadra rossonera per 10 stagioni, 6 in serie B e 4 in serie A, diventando, al giugno 2010, il secondo giocatore con più presenze nella squadra  con 314 presenze e 5 gol. Indossava abitualmente la maglia n°2, giocando come terzino destro.
Nel 1979-1980 torna nella sua terra d'origine nell'Omegna con cui ottiene una promozione in serie C2 nella prima stagione con i cusiani in serie C2 e per chiudere la carriera dopo la stagione 1983-1984.

## Palmarès

### Club

#### Competizioni regionali
- Prima Categoria: 2

Verbania: 1963-1964, 1964-1965